# Élections législatives bermudiennes de 2017
Les élections législatives bermudiennes de 2017 se déroulent le 18 juillet 2017 aux Bermudes. Elles donnent lieu à une alternance, le Parti travailliste progressiste, dans l'opposition, remportant la majorité à la chambre. David Burt devient Premier ministre des Bermudes.

## Contexte
Une alternance politique a lieu lors des précédentes élections de 2012, le parti One Bermuda Alliance (OBA) l'emporte alors avec 19 sièges sur 36 contre 17 au Parti travailliste progressiste (PLP), assurant une majorité absolue au nouveau Premier ministre Michael Dunkley. L' élection de la nouvelle législature devaient alors avoir lieu pour le 7 mai 2018 au plus tard, avec une probable date d'organisation du scrutin en décembre 2017.
Entre 2012 et 2017, cependant, l'OBA perd sa majorité à la chambre. Deux députés du parti au pouvoir décident en effet de le quitter et se font officiellement enregistrés comme indépendants à l'assemblée, faisant de Michael Dunkley le dirigeant d'un gouvernement minoritaire. Le PLP dépose alors une motion de censure à l'encontre du gouvernement pour un vote prévu le 9 juin 2017. Le Premier ministre décide de prendre les devants et, le 8 juin, demande au gouverneur des Bermudes la dissolution de l'assemblée et la tenue d'élections anticipées pour le 18 juillet, ce qu'il accepte.

## Système politique et électoral

Carte des 36 circonscriptions des Bermudes.

Les Bermudes sont un territoire d'outre-mer du Royaume-Uni de l'atlantique nord organisé sous la forme d'une monarchie parlementaire. Les îles font partie de la Couronne britannique, et la reine du Royaume-Uni Élisabeth II en est nominalement chef de l'État, représenté par un gouverneur.
Le parlement est bicaméral. Sa chambre basse, l'assemblée, est composée de 36 membres élus pour cinq ans au scrutin uninominal majoritaire à un tour dans autant de circonscriptions.
Le vote n'est pas obligatoire.

## Résultats

Résultats par circonscription.

|                        |                                       |        |       |        |               |  |  |  |  |
| Partis                 | Partis                                | Voix   | %     | Sièges | +/-           |  |  |  |  |
|                        | Parti travailliste progressiste (PLP) | 20 059 | 58,89 | 24     | 7             |  |  |  |  |
|                        | One Bermuda Alliance (OBA)            | 13 832 | 40,61 | 12     | 7             |  |  |  |  |
|                        | Indépendants                          | 169    | 0,50  | 0      | 0             |  |  |  |  |
|                        |                                       |        |       |        |               |  |  |  |  |
| Votes blancs et nuls   | Votes blancs et nuls                  | 0      | -     |        |               |  |  |  |  |
| Total                  | Total                                 | 34 060 | 100   | 36     | en stagnation |  |  |  |  |
| Abstention             | Abstention                            | 12 609 | 27,02 |        |               |  |  |  |  |
| Inscrits/Participation | Inscrits/Participation                | 46 669 | 72,98 |        |               |  |  |  |  |

| ↓   |     |
| 24  | 12  |
| PLP | OBA |

### Conséquences
La défaite est sévère pour l'OBA qui perd sept sièges dont certains dans des circonscriptions réputées sûres pour le parti. Le Premier ministre Michael Dunkley, par ailleurs réélu député, démissionne en conséquence de son poste de dirigeant du parti ainsi que de celui de Premier ministre. Son adjoint Bob Richards, battu dans sa circonscription, annonce son retrait de la vie politique.
Le Parti travailliste progressiste remporte la majorité absolue. Le lendemain, le 19 juillet, l'un de ses députés, David Burt, devient à 38 ans le plus jeune Premier ministre des Bermudes,.